# Smålandsstenars GoIF
Smålandsstenars GoIF är en idrottsförening i Smålandsstenar, bildad 1927.  
Från början var det en fleriddrottsförening, men i dag är det endast fotboll som utövas. Som högst har klubben legat i den tredje högsta nationella serien. Som högst har klubbens herrlag legat i division tre i den högsta nationella serien. 
I dag är föreningen en stor klubb för Smålandsstenar med 700 medlemmar.

### Fotnoter
1. ↑  Anders Rydén. ”En klubb med anor”. Smålandsstenars GoIF. http://www5.idrottonline.se/SmalandsstenarsGOIF-Fotboll/Foreningen/Enklubbmedanor/. Läst 30 juni 2013.